# Hyper-Kamiokande

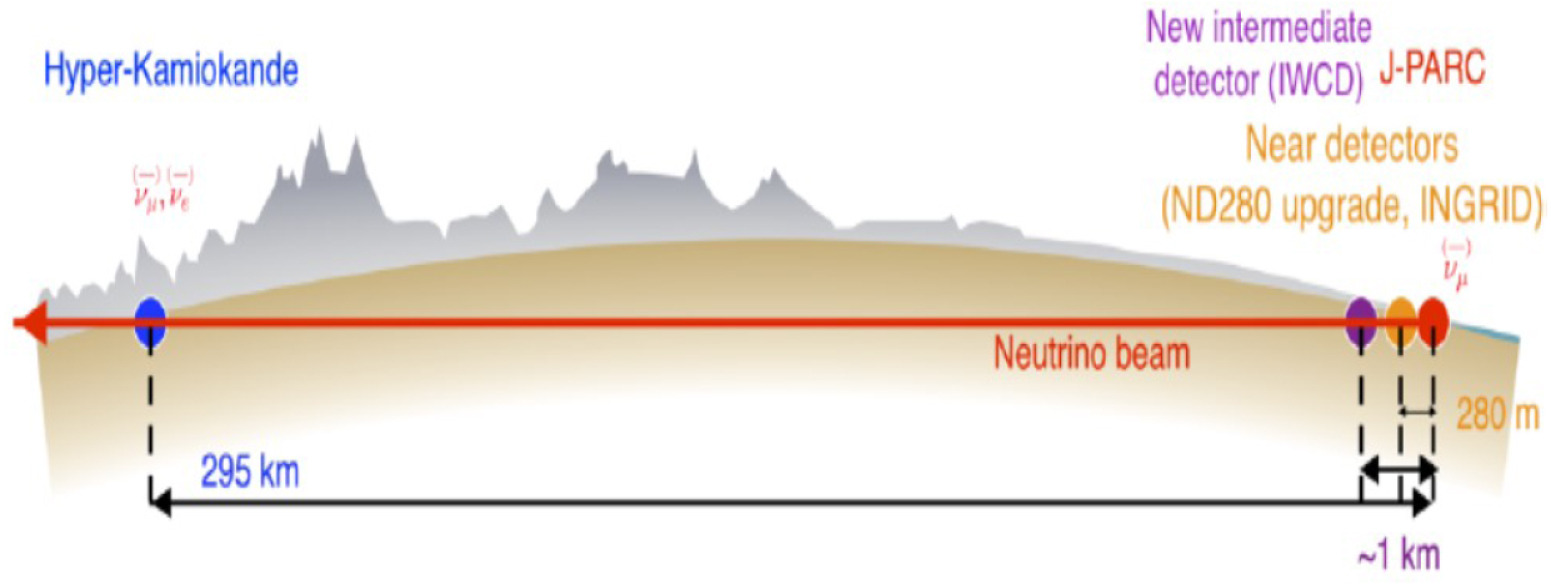
Descripción general del experimento Hyper-Kamiokande

Hyper-Kamiokande (también llamado Hyper-K o HK) es un observatorio y experimento de neutrinos en construcción, que se realiza en Japón por la colaboración de institutos de unos 20 países de seis continentes. Como sucesor de los experimentos Super-Kamiokande (también Super-K o SK) y T2K, está diseñado para buscar desintegración de protones y detectar neutrinos procedentes de fuentes naturales como la Tierra, la atmósfera, el Sol y el cosmos, así como para estudiar oscilaciones de neutrinos del haz de neutrinos de acelerador. : 6, 20–28  El inicio de la toma de datos está previsto para 2027.
Las instalaciones del experimento Hyper-Kamiokande estarán ubicadas en dos lugares:
- El haz de neutrinos se producirá en el complejo acelerador J-PARC (36°26′42″N 140°36′22″E / 36.445, 140.606)  y estudiado por el conjunto de detectores cercanos e intermedios situados en la localidad de Tōkai, prefectura de Ibaraki, en la costa este de Japón.[2]: 31
- El detector principal, también llamado Hyper-Kamiokande (HK), se está construyendo bajo la cima de la Montaña Nijuugo, en la ciudad Hida, Prefectura de Gifu, en los Alpes japoneses (36°21′20.105″N 137°18′49.137″E / 36.35558472, 137.31364917[2]: 56 ). El detector HK se utilizará para búsquedas de desintegración de protones, estudios de neutrinos procedentes de fuentes naturales y servirá como detector lejano para la medida de las oscilaciones de un haz de neutrinos de acelerador a la distancia correspondiente al primer máximo de oscilación.[2]: 53–56 [4]

## Oscilaciones de neutrinos de acelerador y atmosféricos
Las oscilaciones de neutrinos son un fenómeno de mecánica cuántica en el que los neutrinos cambian su sabor (estados de sabores de neutrinos: ν
e, ν
μ, ν
τ) mientras se mueve, causado por el hecho de que los estados de sabor de los neutrinos son una mezcla de los estados de masa de neutrinos (ν1, ν2, ν3 estados de masa con masas m1 , m2, m3, respectivamente). Las probabilidades de oscilación dependen de seis parámetros teóricos:
- tres ángulos de mezcla (θ12, θ23 y θ13) que rigen la mezcla entre los estados de masa y sabor,
- dos diferencias cuadradas de masa (∆m212 y ∆m232, donde ∆m2 ij = m2i - m2j)
- y una fase δCP compleja  responsable de la asimetría materia-antimateria (violación de la simetría CP) en las oscilaciones de neutrinos,

y dos parámetros que se eligen para un experimento en particular:
- energía de los neutrinos
- longitud recorrida: la distancia recorrida por los neutrinos en las oscilaciones que estudia el experimento.[5]: 285–311 [2]: 20–23

Continuando con los estudios realizados por el experimento T2K, el detector lejano HK medirá los espectros de energía de los neutrinos de tipo electrón y muón con el haz (producido en J-PARC como un haz de neutrinos muónicos casi puro) y lo comparará con lo esperado en caso de que no haya oscilaciones, que se calcula inicialmente sobre la base de los modelos de interacción y flujo de neutrinos y se mejora mediante mediciones realizadas por los detectores cercanos e intermedios. Para la energía máxima del haz de neutrinos HK/T2K (600 MeV) y la distancia del detector J-PARC - HK/SK (295 km) corresponde al primer máximo de oscilación,
para oscilaciones realizadas por ∆m232. El haz de neutrinos J-PARC funcionará en dos modos separados: neutrinos y antineutrinos. Esto significa que las medidas de neutrinos en cada modo del haz proporcionarán información sobre la probabilidad de supervivencia de (anti)neutrinos muones 
Pν
μ → ν
μ, Pν
μ → ν
μ, 
y la probabilidad de aparición de (anti)neutrinos electrónicos 
Pν
μ → ν
e, 
Pν
μ → ν
e , 
donde Pνα → Pνβ es la probabilidad de que un neutrino originalmente de sabor α sea observado más adelante con sabor β.: 202–224 

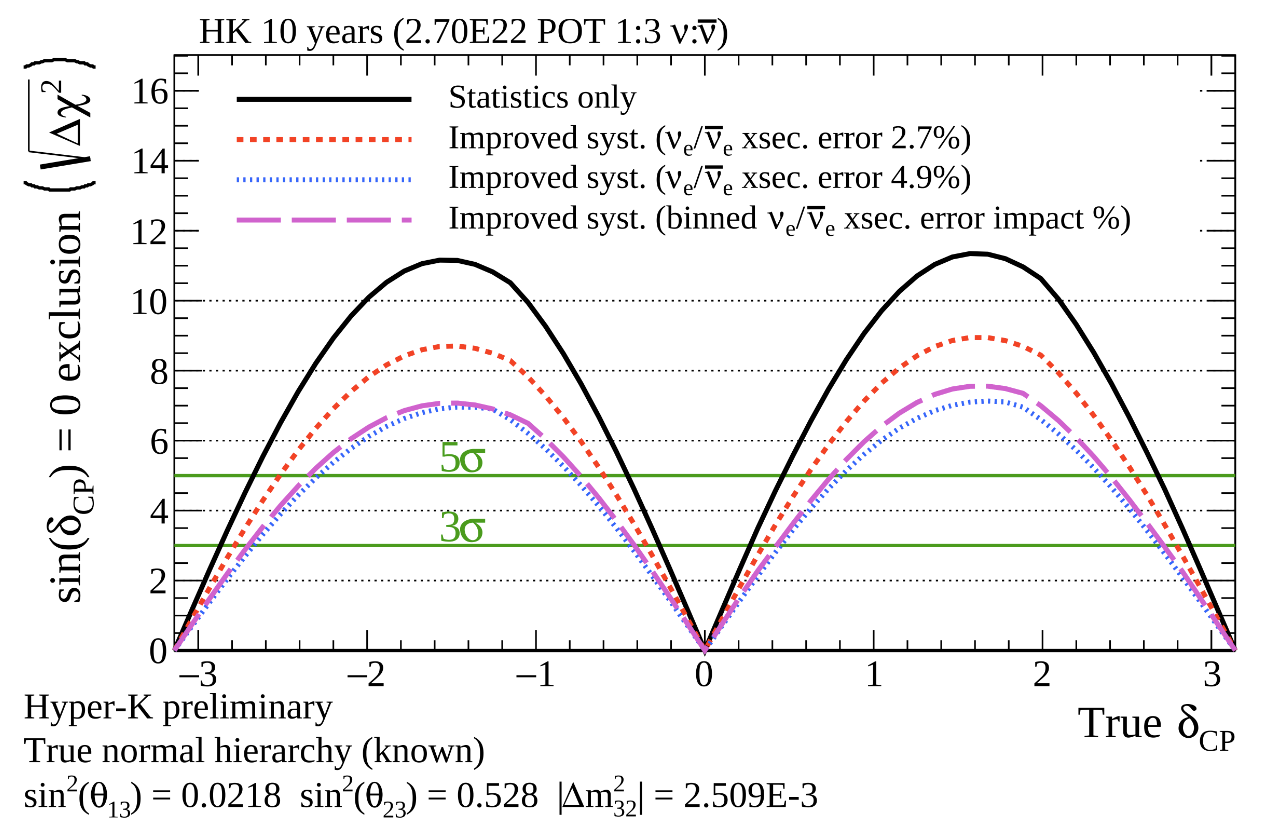
La capacidad de Hyper-K para excluir la conservación de CP en función del verdadero valor de δ_{CP}

Comparación de las probabilidades de aparición de neutrinos y antineutrinos (Pν
μ → ν
e respecto de Pν
μ → ν
e), permite medir la fase δCP phase. δCP varía de -π a π (de −180° a 180°), y 0 y ±π corresponden a la conservación de la simetría CP. Después de 10 años de toma de datos, se espera que HK confirme con un nivel de confianza 5σ si se viola la simetría CP en las oscilaciones de neutrinos para el 57% de los valores posibles de δCP. La violación de CP es una de las  condiciones necesarias para producir el exceso de materia sobre antimateria en el universo primigenio, que forma ahora nuestro Universo construido con materia. Los neutrinos del acelerador también se utilizarán para mejorar la precisión de los otros parámetros de oscilación, |∆m232|, θ23 y θ13, como para los estudios de interacción de neutrinos.: 202–224 
El signo desconocido del parámetro ∆m232 se manifiesta sólo durante la propagación de neutrinos en la materia. Para medirlo se utilizarán los estudios del experimento HK de los neutrinos atmosféricos que viajan a través de la Tierra y entran en el detector HK desde diferentes direcciones (la distancia recorrida en la materia hasta el diámetro de la Tierra).: 225–237 

### Astronomía de neutrinos y geoneutrinos
Las explosiones de supernova producen grandes cantidades de neutrinos. Para una supernova galáctica a una distancia de 10 kpc se esperan entre 50.000 y 94.000 interacciones de neutrinos en el detector HK durante unas pocas decenas de segundos. Para Betelgeuse a una distancia de 0,2 kpc, esta velocidad podría alcanzar hasta 108 interacciones por segundo, número que se tuvo en cuenta en el diseño del sistema de adquisición de datos del detector (DAQ). Los perfiles temporales del número de eventos registrados en HK y su energía media permitirían probar modelos de explosión. La información direccional de neutrinos en el detector HK puede proporcionar información temprana para la observación de supernovas electromagnéticas, así como también puede usarse en otras observaciones de multi-messenger.: 263–280 
Los neutrinos producidos acumulativamente por explosiones de supernovas a lo largo de la historia del universo se denominan supernova relic neutrinos (SRN) o fondo difuso de neutrinos de supernova (DSNB) y contienen información sobre la historia de la formación estelar. Debido al bajo flujo (unas pocas decenas/cm2/seg), aún no se han descubierto. Durante diez años de toma de datos, se espera que HK detecte alrededor de 40 eventos SRN para el rango de energía de 16 a 30 MeV.: 276–280 
Para los ν
e's solares, los objetivos del experimento HK son, entre otros:
- Búsqueda de asimetría día-noche en el flujo de neutrinos, resultante de las diferentes distancias recorridas en la materia (durante la noche, los neutrinos también cruzan la Tierra antes de entrar en el detector) y, por tanto, de las diferentes probabilidades de oscilación causadas por el  el efecto materia.[2]: 238–244
- Medida de la probabilidad de supervivencia de ν
e's para energías entre 2 y 7 MeV, es decir, entre regiones dominadas por oscilaciones en el vacío y oscilaciones en la materia, respectivamente, que es sensible a los nuevos modelos de física, como neutrinos estériles o interacciones no estándar.[2]: 238–244 [8]
- La primera observación de neutrinos del canal hep: {\displaystyle {^{3}}{\text{He}}+{\text{p}}\to {^{4}}{\text{He}}+{\text{e}}^{+}+\operatorname {\nu } _{\text{e}}} predicho por el modelo solar estándar.[2]: 238–244
- Comparación del flujo de neutrinos con la actividad solar (por ejemplo, el ciclo solar de 11 años).[9]

Los geoneutrinos se producen en la desintegración de radionucleidos dentro de la Tierra. Los estudios de geoneutrinos Hyper-Kamiokande ayudarán a evaluar la composición química del núcleo de la Tierra, que está relacionada con la generación del campo geomagnético.: 292–293 

### Desintegración de protones
La desintegración del protón de un protón libre en partículas subatómicas más ligeras nunca ha sido observada, pero está predicha por algunas grandes teorías unificadas (GUT) y fue propuesto por primera vez como una de las condiciones necesarias para explicar el asimetría bariónica de materia sobre la antimateria en el universo. Los principales canales estudiados por HK son p+
 → e+

 + π0

, que es el preferido por muchos modelos GUT y p+
 → ν
 + K+

 predicho por teorías que incluyen Supersimetría. Después de diez años de toma de datos (en caso de que no se observe desintegración), se espera que HK aumente el límite inferior de la vida media del protón de 1,6x1034 a 6,3x10 34 para su canal de desintegración más sensible (p+
 → e+
 + π0
) y de 0,7x1034 a 2,0 x1034 para el canal p+
 → ν + K+
.: 26–28, 245–257 

### Materia Oscura
La Materia oscura es una forma hipotética de materia no luminosa propuesta para explicar numerosas observaciones astronómicas que sugieren la existencia de masa invisible adicional en las galaxias. Si las partículas de materia oscura interactúan débilmente, pueden producir neutrinos a través de aniquilación o desintegración. Esos neutrinos podrían ser visibles en el detector HK como un exceso de neutrinos desde la dirección de grandes potenciales gravitacionales como el centro galáctico, el Sol o la Tierra. sobre un fondo isotrópico neutrino atmosférico.: 281–286 

## Descripción del experimento
El experimento Hyper-Kamiokande consiste en una línea de luz de neutrino acelerador, un conjunto de detectores cercanos, el detector intermedio y el detector lejano (también llamado Hyper-Kamiokande).
El detector lejano por sí solo se utilizará para búsquedas y estudios de desintegración de protones de neutrinos de fuentes naturales. Todos los elementos anteriores servirán para los estudios del acelerador oscilación de neutrinos. Antes de operar el experimento HK, el experimento T2K finalizará la toma de datos y HK se hará cargo de su haz de neutrinos y su conjunto de detectores cercanos, mientras que los detectores intermedio y lejano deberán construirse de nuevo.

### Detector intermedio
El detector intermedio de agua Cherenkov (IWCD) se ubicará a una distancia de  0,7 kilómetros (0,4 mi)-2 kilómetros (1,2 mi) del lugar de producción de neutrinos. Será un cilindro lleno de agua de 10 metros (10,9 yd) de diámetro y 50 metros (54,7 yd) de altura con una estructura de 10 metros (10,9 yd) de altura instrumentada con alrededor de 400 multi-PMT (Tubos multifotomultiplicadores) de un diámetro de 20 centímetros (7,9 plg). La estructura se moverá en dirección vertical mediante un sistema de grúa, lo que proporcionará medidas de las interacciones de neutrinos en diferentes ángulos de producción (ángulos con respecto al centro del haz de neutrinos), que van desde 1° en la parte inferior hasta 4° en la parte superior, y así para diferentes espectros de energía de neutrinos.
Combinando los resultados desde diferentes ángulos de producción es posible extraer los resultados del espectro de neutrinos casi monocromático sin depender de modelos teóricos de interacciones de neutrinos para reconstruir la energía de los neutrinos. El uso del mismo tipo de detector que el detector lejano con casi la misma aceptación angular y de momento permite comparar los resultados de estos dos detectores sin depender de simulaciones de respuesta del detector. Estos dos hechos, la independencia de los modelos de interacción de neutrinos y de respuesta de los detectores, permitirán minimizar el error sistemático en el análisis de oscilaciones.
Las ventajas adicionales de este diseño del detector es la posibilidad de buscar patrones de oscilaciones estériles para diferentes ángulos de producción y obtener una muestra más limpia de interacción de ν
e, cuya fracción es mayor para el ángulo más elevado.
: 47–50 

### Detector lejano Hyper-Kamiokande

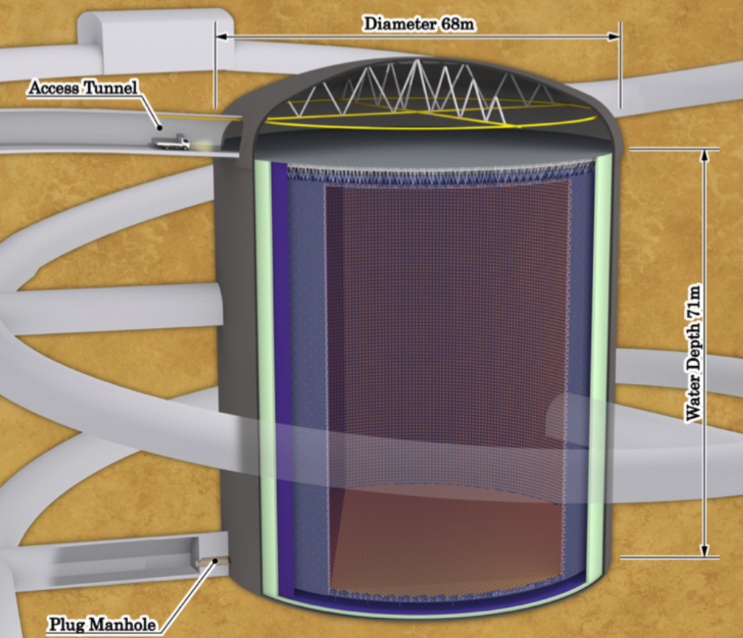
Esquema del detector Cherenkov de agua Hyper-Kamiokande.

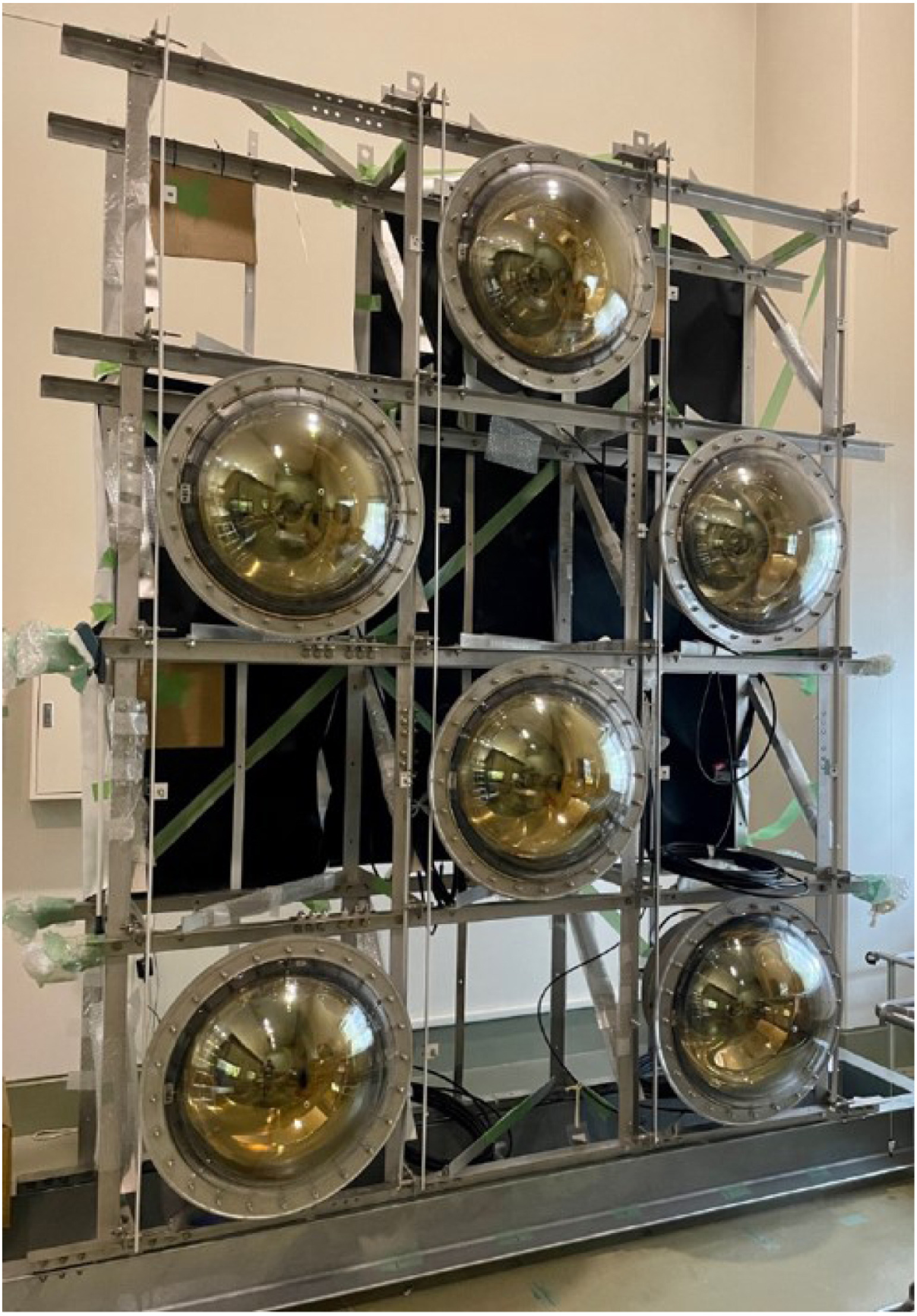
Estructura con PMTs de 50 cm R12860 para el Detector Interno de Hyper-Kamiokande.

El detector Hyper-Kamiokande se construirá 650 metros (710,8 yd) bajo la cima de la montaña Nijuugo, 8 kilómetros (5 mi) al sur del detector Super-Kamiokande (SK), que está colocado en la mina Tochibora. Ambos detectores estarán situados a igual ángulo (2,5°) respecto del haz de neutrinos (2,5°) y a la misma distancia (295 kilómetros (183,3 mi)) del lugar de producción del haz.: 35 
HK será un detector de agua Cherenkov, 5 veces más grande (258 kton de agua) que el detector SK. Será un tanque cilíndrico de 68 metros (74,4 yd) de diámetro y 71 metros (77,6 yd) de altura. El volumen del tanque se dividirá en el detector interior (ID) y el detector exterior (OD) mediante una estructura cilíndrica inactiva de 60 cm de ancho, con su borde exterior colocado a 1 metro de la vertical y a 2 metros de las paredes horizontales del tanque. La estructura separará ópticamente el ID del OD y contendrá tubos fotomultiplicador (PMT) mirando tanto hacia el interior del ID como hacia el exterior del OD. Para el ID, habrá al menos 20000 tubos FotoMultiplicadores (PMT) de 50 centímetros (19,7 plg) de diámetro de tipo R12860 de Hamamatsu Photonics y aproximadamente 800 módulos multi-PMT (mPMT). ). Cada módulo mPMT consta de diecinueve tubos fotomultiplicadores de 7,6 centímetros (3 plg) de diámetro encapsulados en un recipiente impermeable. El OD se instrumentará con al menos 3600 PMT de 7,6 centímetros (3 plg) de diámetro junto con placas de 0,6x30x30cm3 fibra de cambio de longitud de onda (WLS) (la placa recogerá fotones y transportarlos al PMT) y servirá como veto para distinguir las interacciones que ocurren en el interior del detector de las partículas que proceden del exterior del detector (principalmente muones de rayos cósmicos).

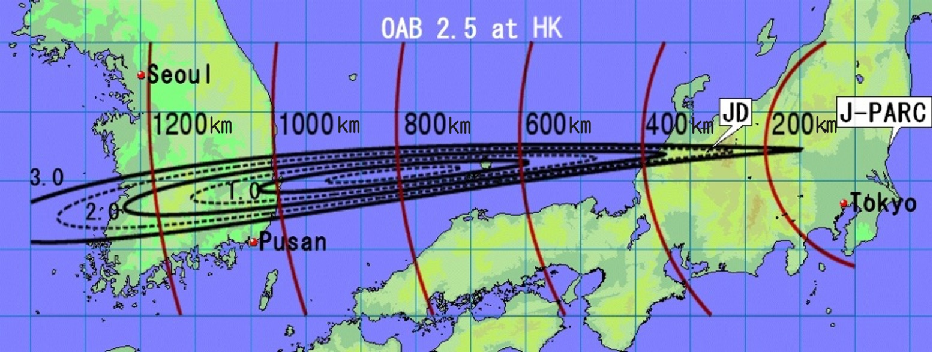
Haz de neutrinos de J-PARC, Japón a Korea.

La construcción del detector HK comenzó en 2020 y se espera que la toma de datos comience en 2027.: 24  También se considera construir un segundo tanque de agua Cherenkov idéntico en Corea del Sur a unos 1100 km del J-PARC, que estaría operativo 6 años después del primer tanque.

## Historia y cronograma

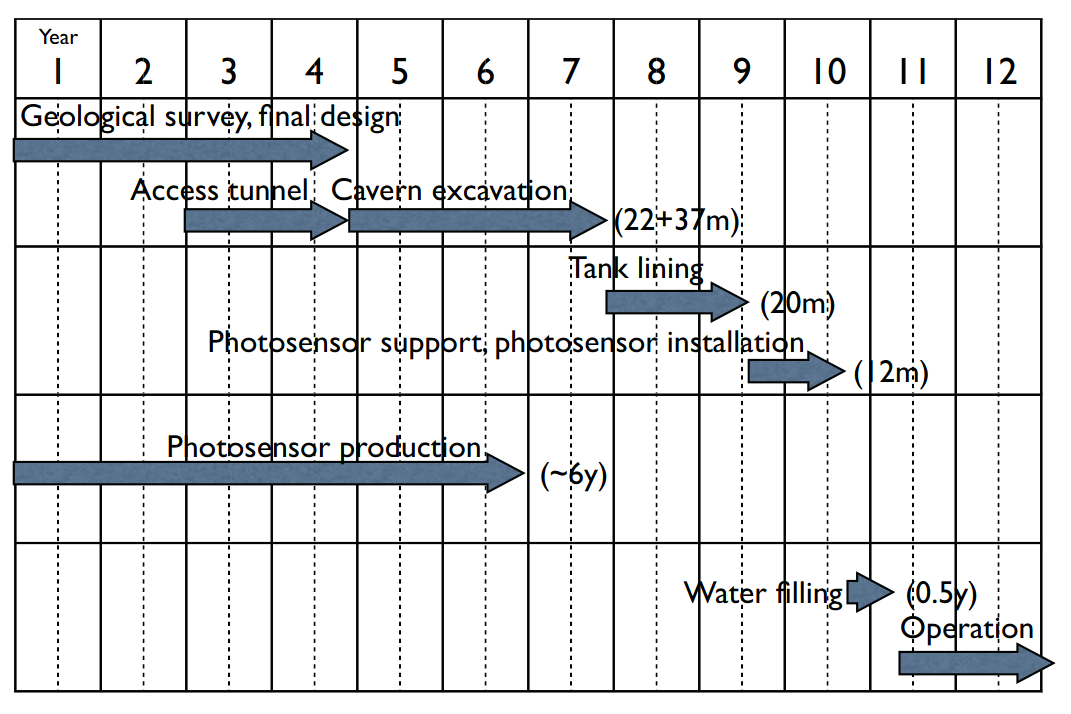
Programa de construcción del detector Hyper-Kamiokande

- Septiembre de 1999: Presentación de las primeras ideas[16]
- 2000: El nombre "Hyper-Kamiokande" se utiliza por primera vez[17]

- Septiembre de 2011: Envío de LOI[18]

- Enero de 2015: MoU para la cooperación en el proyecto Hyper-Kamiokande firmado por dos instituciones anfitrionas: ICRR y KEK. Formación de la protocolaboración Hyper-Kamiokande[19][20]
- Mayo de 2018: Informe de diseño Hyper-Kamiokande[2]
- Junio de 2020: Formación de la colaboración Hyper-Kamiokande
- Septiembre de 2018: Financiamiento inicial del MEXT asignado en 2019[21]
- Febrero de 2020: Proyecto aprobado oficialmente por la Dieta de Japón[3]
- Mayo de 2021: Inicio de la excavación del túnel de acceso al detector HK[22]
- 2021: Inicio de la producción en masa del tubo fotomultiplicador[23]
- Febrero 2022: Finalización de la construcción del túnel de acceso[24]
- Octubre de 2023: finalización de la sección de la cúpula de la caverna principal del detector HK[25]
- 2027: El comienzo esperado de la toma de datos[3]